# Liste der schwedischen Botschafter in Russland

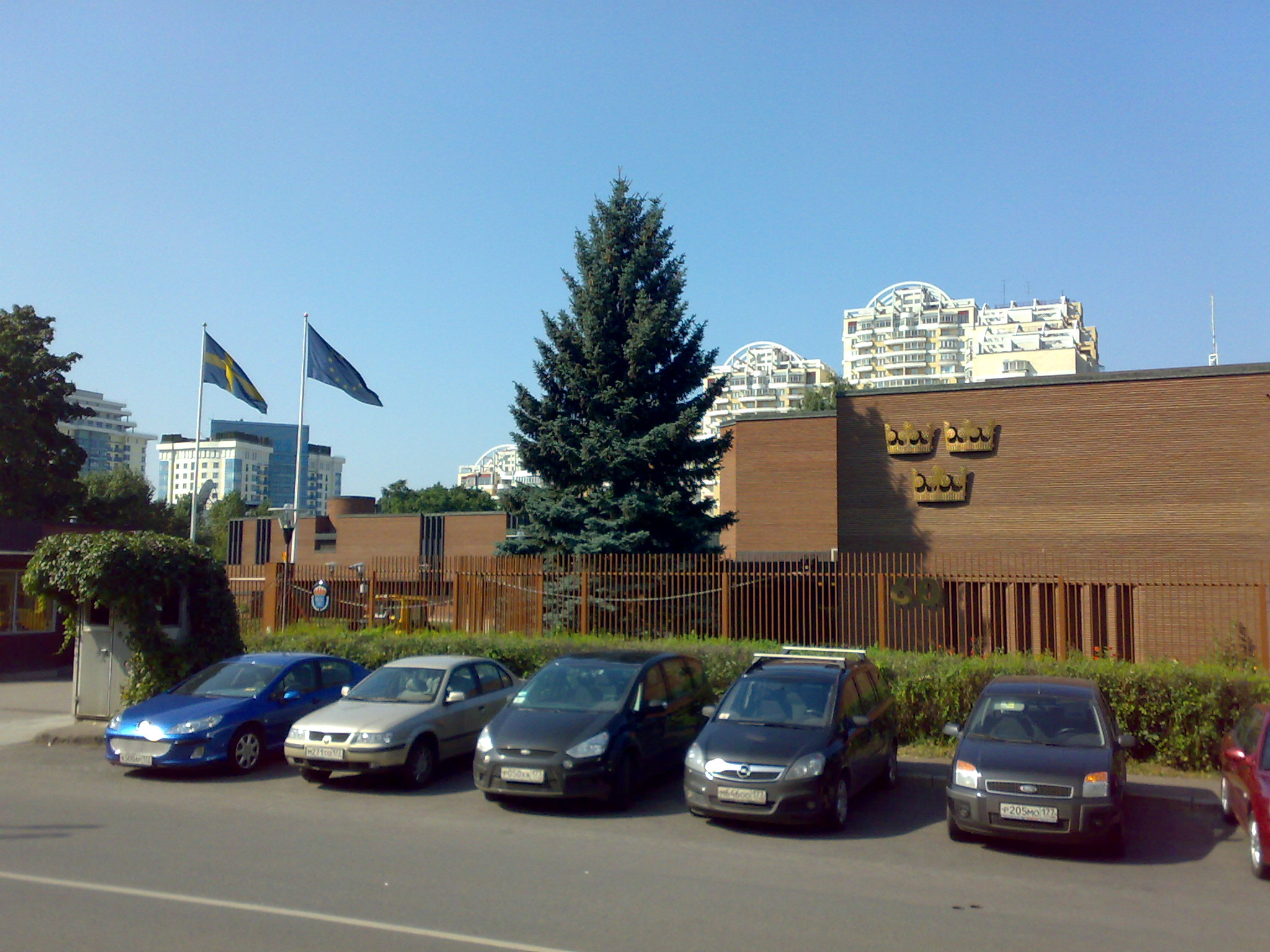
Schwedische Botschaft in Moskau, erbaut 1968–1972 nach Plänen des schwedischen Architekten Anders Tengbom

Dies ist die Liste der schwedischen Botschafter in Russland.

## Missionschefs
| Name                                     | Titel           | Amtszeit   | zusätzl. Akkreditierung | Anmerkungen            |
| ---------------------------------------- | --------------- | ---------- | ----------------------- | ---------------------- |
| Herman Cedercreutz                       | Gesandter       | 1722–1727  |                         | Russisches Kaiserreich |
| Josias Cederhielm                        | Botschafter     | 1725–1726  |                         | Russisches Kaiserreich |
| Joachim von Dittmer                      | Gesandter       | 1729–1738  |                         | Russisches Kaiserreich |
| Erich Matthias von Nolcken               | Gesandter       | 1738–1741  |                         | Russisches Kaiserreich |
| Nils Barck                               | Gesandter       | 1743–1747  |                         | Russisches Kaiserreich |
| Gustaf Wulfwenstierna                    | Gesandter       | 1747–1748  |                         | Russisches Kaiserreich |
| Gustaf Wilhelm von Höpken                | Gesandter       | 1748–1748  |                         | Russisches Kaiserreich |
| Johan August Greiffenheim                | Gesandter       | 1750–1752  |                         | Russisches Kaiserreich |
| Mauritz Posse                            | Gesandter       | 1752–1763  |                         | Russisches Kaiserreich |
| Carl Wilhelm von Düben                   | Gesandter       | 1763–1766  |                         | Russisches Kaiserreich |
| Carl Ribbing                             | Gesandter       | 1766–1773  |                         | Russisches Kaiserreich |
| Johan Fredrik von Nolcken                | Gesandter       | 1773–1788  |                         | Russisches Kaiserreich |
| Curt von Stedingk                        | Botschafter     | 1790–1808  |                         | Russisches Kaiserreich |
| Curt von Stedingk                        | Botschafter     | 1809–1811  |                         | Russisches Kaiserreich |
| Carl Axel Löwenhielm                     | Gesandter       | 1812–1819  |                         | Russisches Kaiserreich |
| Nils Fredrik Palmstierna                 | Gesandter       | 1820–1845  |                         | Russisches Kaiserreich |
| Gustaf af Nordin                         | Gesandter       | 1845–1856  |                         | Russisches Kaiserreich |
| Georg Nicolaus Adelswärd                 | Gesandter       | 1856–1858  |                         | Russisches Kaiserreich |
| Fredrik Anton F. Hartwig Wedel Jarlsberg | Gesandter       | 1858–1865  |                         | Russisches Kaiserreich |
| Oscar Björnstjerna                       | Gesandter       | 1865–1872  |                         | Russisches Kaiserreich |
| Frederik Georg Knut Due                  | Gesandter       | 1873–1890  |                         | Russisches Kaiserreich |
| Gustaf Lennart Reuterskiöld              | Gesandter       | 1890–1899  |                         | Russisches Kaiserreich |
| August Gyldenstolpe                      | Gesandter       | 1899–1904  |                         | Russisches Kaiserreich |
| Herman Wrangel                           | Gesandter       | 1904–1906  |                         | Russisches Kaiserreich |
| Edvard Brändström                        | Gesandter       | 1906–1920  |                         | Russisches Kaiserreich |
| Carl Gerhard von Heidenstam              | Geschäftsträger | 1920–1924  |                         | Sowjetunion            |
| Eric Gyllenstierna                       | Gesandter       | 1930–1937  |                         | Sowjetunion            |
| Wilhelm Winther                          | Gesandter       | 1938–1940  |                         | Sowjetunion            |
| Vilhelm Assarsson                        | Gesandter       | 1940–1944  |                         | Sowjetunion            |
| Staffan Söderblom                        | Gesandter       | 1944–1946  |                         | Sowjetunion            |
| Gunnar Hägglöf                           | Gesandter       | 1946–1947  |                         | Sowjetunion            |
| Rolf R:son Sohlman                       | Botschafter     | 1947–1964  |                         | Sowjetunion            |
| Gunnar Jarring                           | Botschafter     | 1964–1973  |                         | Sowjetunion            |
| Brynolf Eng                              | Botschafter     | 1973–1975  | Mongolei                | Sowjetunion            |
| Göran Ryding                             | Botschafter     | 1975–1979  |                         | Sowjetunion            |
| Carl De Geer                             | Botschafter     | 1979–1983  |                         | Sowjetunion            |
| Torsten Örn                              | Botschafter     | 1983–1986  |                         | Sowjetunion            |
| Anders Thunborg                          | Botschafter     | 1986–1989  |                         | Sowjetunion            |
| Örjan Berner                             | Botschafter     | 1989–1994  | Belarus                 | Sowjetunion            |
| Sven Hirdman                             | Botschafter     | 1994–2004  |                         | Russische Föderation   |
| Johan Molander                           | Botschafter     | 2004–2008  |                         | Russische Föderation   |
| Tomas Bertelman                          | Botschafter     | 2008–2012  |                         | Russische Föderation   |
| Veronika Bard Bringéus                   | Botschafter     | 2012-heute |                         | Russische Föderation   |